# In Commodities A/S
In Commodities A/S er et dansk energiselskab med hovedsæde i Aarhus.
Selskabet blev i sommeren 2022 især kendt, da de havde et overskud på over 10 mia. kr.
I 2021 kunne virksomheden annoncere, at Goldman Sachs havde investeret knap 100 mio. kr. i virksomheden.